# Жувіньї-ле-Тертр
Жувіньї́-ле-Тертр (фр. Juvigny-le-Tertre) — колишній муніципалітет у Франції, у регіоні Нормандія, департамент Манш. Населення — 601 осіб (2011).
Муніципалітет був розташований на відстані близько 250 км на захід від Парижа, 75 км на південний захід від Кана, 50 км на південь від Сен-Ло.

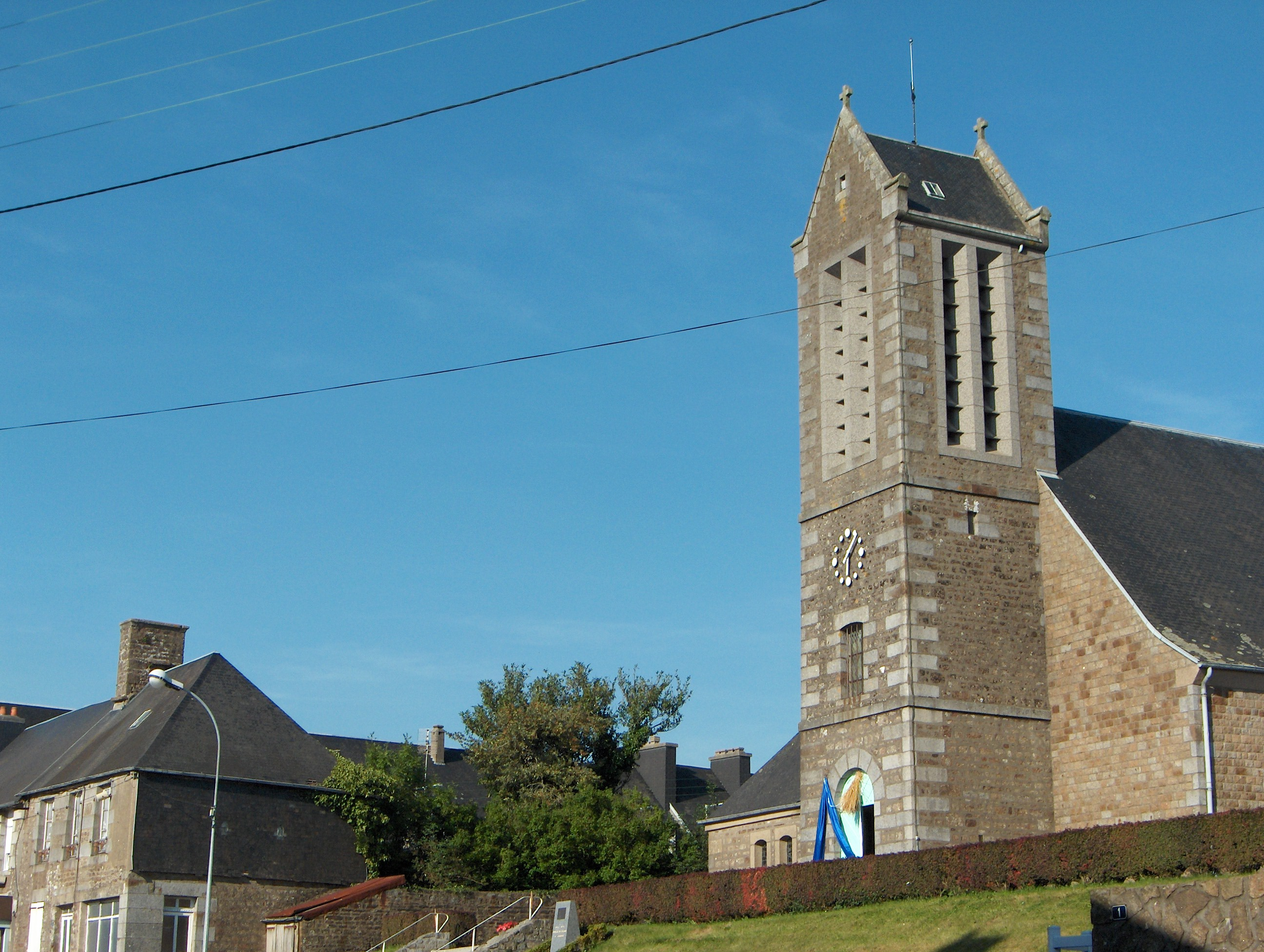

## Історія
До 2015 року муніципалітет перебував у складі регіону Нижня Нормандія. Від 1 січня 2016 року належав до нового об'єднаного регіону Нормандія.
1 січня 2017 року Жувіньї-ле-Тертр, Ла-Базож, Бельфонтен, Шассгеї, Шерансе-ле-Руссель, Ле-Мені-Ренфре i Ле-Мені-Тов було об'єднано в новий муніципалітет Жувіньї-ле-Валле.

## Демографія
Динаміка населення (INSEE ):
Розподіл населення за віком та статтю (2006):
| Стать | Всього | До 15 років | 15-24 | 25-44 | 45-64 | 65-85 | Понад 85 |
| --- | ------ | ----------- | ----- | ----- | ----- | ----- | -------- |
| Чоловіки | 312    | 64          | 40    | 76    | 68    | 56    | 8        |
| Жінки | 320    | 32          | 40    | 88    | 56    | 96    | 8        |
| \| Статево-вікова піраміда \| Статево-вікова піраміда \| Статево-вікова піраміда \| \| ----------------------- \| ----------------------- \| ----------------------- \| \| Чоловіки \| Вік \| Жінки \| \| 8 \| 85 + \| 8 \| \| 4 \| 80-84 \| 8 \| \| 12 \| 75-79 \| 32 \| \| 20 \| 70-74 \| 40 \| \| 20 \| 65-69 \| 16 \| \| 12 \| 60-64 \| 8 \| \| 12 \| 55-59 \| 24 \| \| 20 \| 50-54 \| 8 \| \| 24 \| 45-49 \| 16 \| \| 28 \| 40-44 \| 24 \| \| 12 \| 35-39 \| 28 \| \| 28 \| 30-34 \| 20 \| \| 8 \| 25-29 \| 16 \| \| 12 \| 20-24 \| 8 \| \| 28 \| 15-20 \| 32 \| \| 8 \| 10-14 \| 16 \| \| 36 \| 5-9 \| 4 \| \| 20 \| 0-4 \| 12 \| |        |             |       |       |       |       |          |
| Статево-вікова піраміда |        |             |       |       |       |       |          |
| Чоловіки | Вік    | Жінки       |       |       |       |       |          |
| 8 | 85 +   | 8           |       |       |       |       |          |
| 4 | 80-84  | 8           |       |       |       |       |          |
| 12 | 75-79  | 32          |       |       |       |       |          |
| 20 | 70-74  | 40          |       |       |       |       |          |
| 20 | 65-69  | 16          |       |       |       |       |          |
| 12 | 60-64  | 8           |       |       |       |       |          |
| 12 | 55-59  | 24          |       |       |       |       |          |
| 20 | 50-54  | 8           |       |       |       |       |          |
| 24 | 45-49  | 16          |       |       |       |       |          |
| 28 | 40-44  | 24          |       |       |       |       |          |
| 12 | 35-39  | 28          |       |       |       |       |          |
| 28 | 30-34  | 20          |       |       |       |       |          |
| 8 | 25-29  | 16          |       |       |       |       |          |
| 12 | 20-24  | 8           |       |       |       |       |          |
| 28 | 15-20  | 32          |       |       |       |       |          |
| 8 | 10-14  | 16          |       |       |       |       |          |
| 36 | 5-9    | 4           |       |       |       |       |          |
| 20 | 0-4    | 12          |       |       |       |       |          |

## Економіка
2010 року серед 349 осіб працездатного віку (15—64 років) 274 були активними, 75 — неактивними (показник активності 78,5%, у 1999 році було 71,4%). З 274 активних мешканців працювала 241 особа (134 чоловіки та 107 жінок), безробітними було 33 (13 чоловіків та 20 жінок). Серед 75 неактивних 19 осіб було учнями чи студентами, 37 — пенсіонерами, 19 були неактивними з інших причин.

У 2010 році в муніципалітеті числилось 290 оподаткованих домогосподарств, у яких проживали 604,5 особи, медіана доходів виносила 15 758 євро на одного особоспоживача